# 덕혜옹주 (드라마)
《덕혜옹주》는 문화방송 특집드라마이다.

## 출연진
- 이혜숙